# مارغريت فولي
مارغريت فولي (بالإنجليزية: Margaret Foley)‏ هي نحّاتة أمريكية، ولدت في 1827، وتوفيت في 1877.

## معرض صور

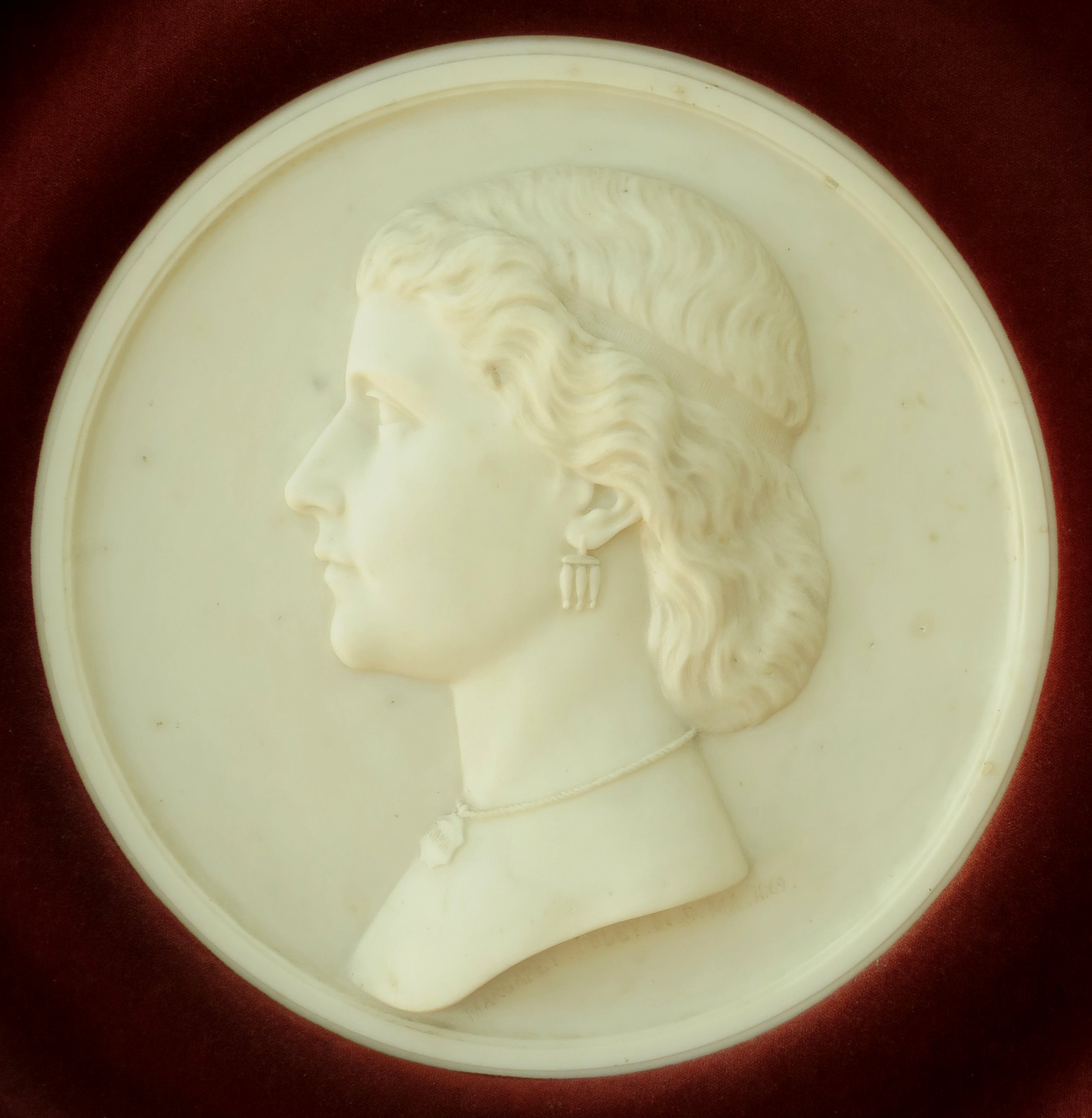
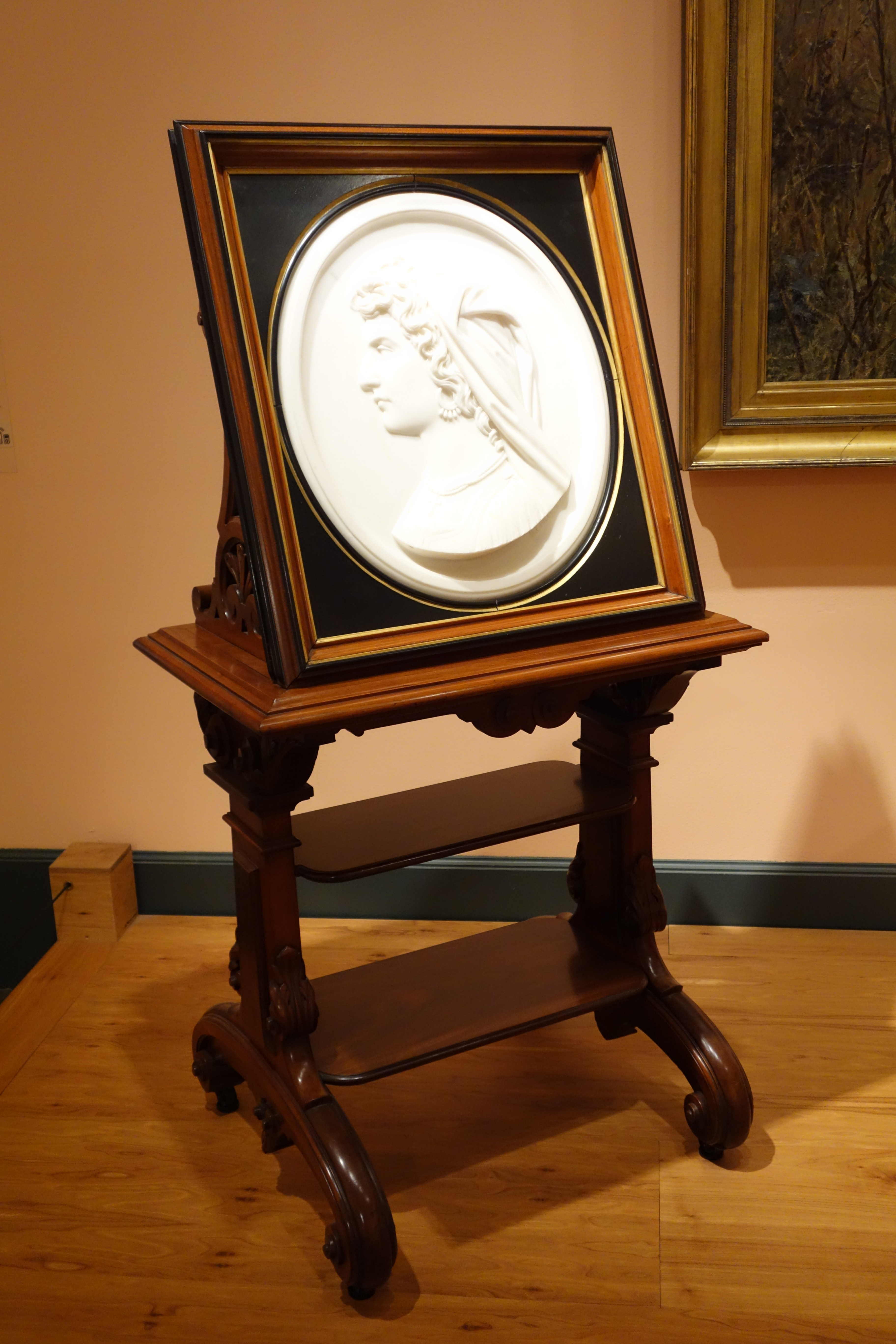
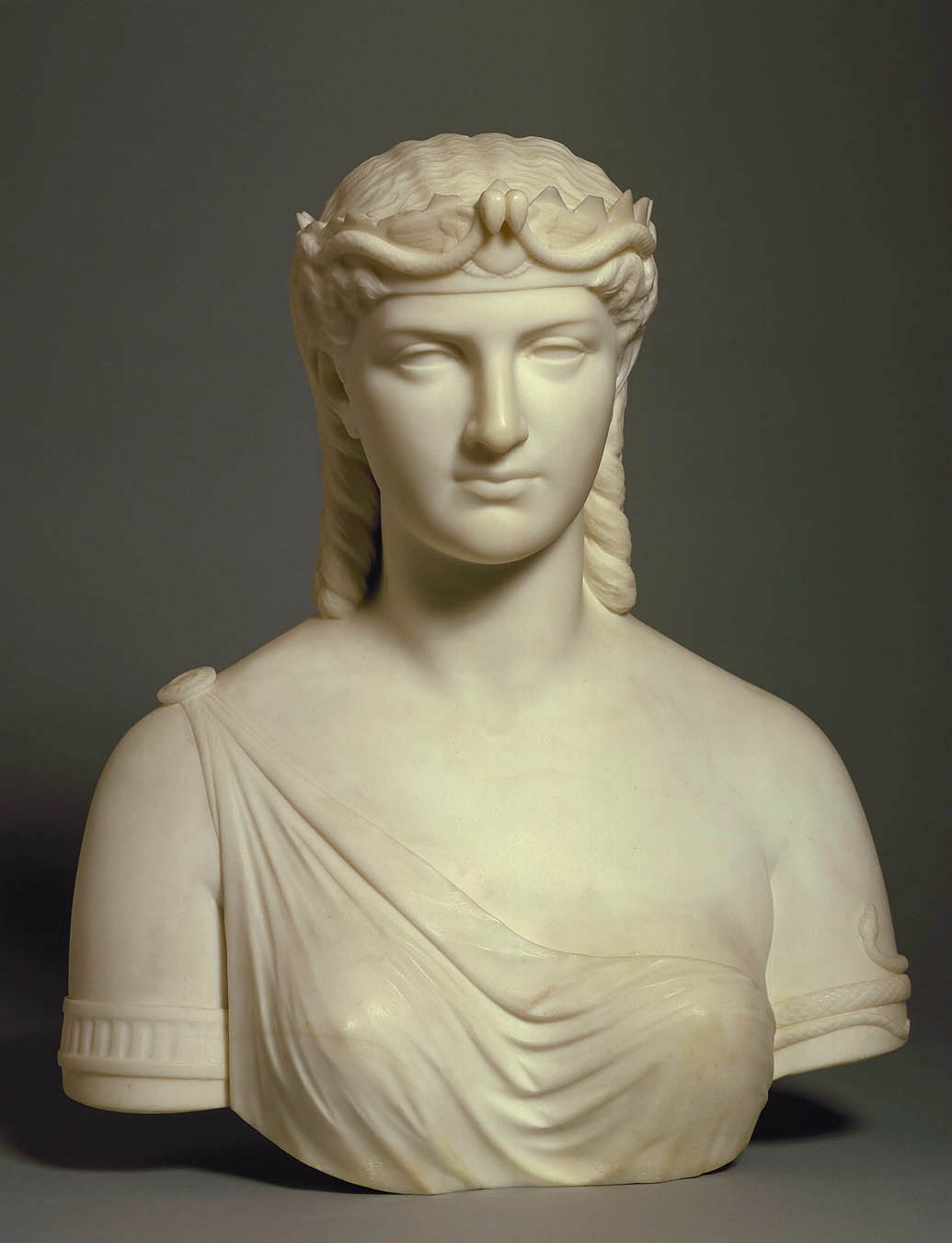
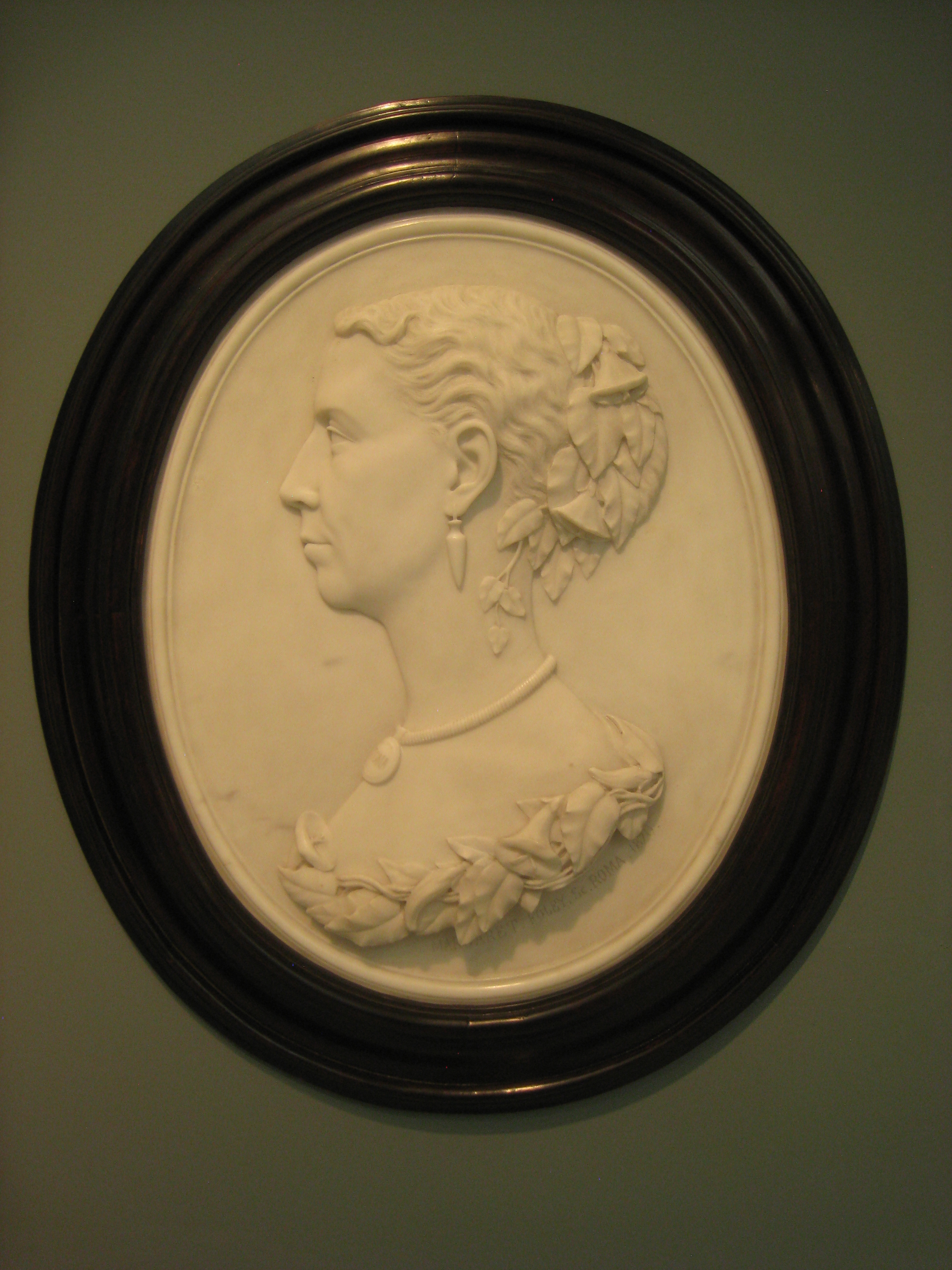